# Rutherford (kráter na Měsíci)
Nezaměňovat s jiným měsíčním kráterem podobného jména – Rutherfurd.

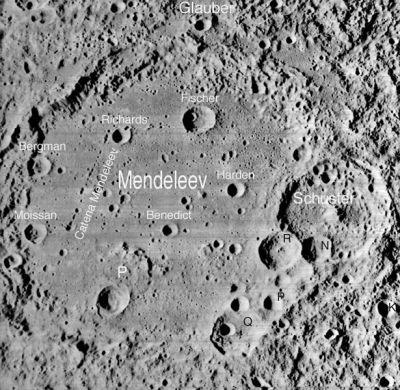
Rozlehlý kráter Mendělejev. Rutherford je malý hruškovitý kráter v levém horním rohu snímku.

Rutherford je relativně malý měsíční impaktní kráter hruškovitého tvaru nacházející se na severní hemisféře na odvrácené straně Měsíce, není tedy pozorovatelný přímo ze Země. Má průměr 16 km, pojmenován je podle novozélandského fyzika Ernesta Rutherforda. Je situován severo-severozápadně od rozlehlé valové roviny Mendělejev, východně od něj se nachází kráter Glauber.